# Хесус Васкес
Хесус Васкес Алькальде (ісп. Jesús Vázquez Alcalde, нар. 2 січня 2003, Меріда, Іспанія) — іспанський футболіст, фланговий захисник клубу «Валенсія».

## Ігрова кар'єра

### Клубна
Хесус Васкес є вихованцем клубної академії «Валенсії», де він почав займатися футболом у віці п'яти років. 1 листопада 2020 року Васкес дкбютував у складі другої команди «Валенсії» — «Валенсія Месталья».
В червні 2021 року футболіст продовжив контракт з клубом до 2025 року. 28 серпня 2021 року у домашньому матчі проти «Депортіво Алавес» Васкес провів свою першу гру в основі «Валенсії».

### Збірна
З 2019 року Хесус Васкес виступає за юнацькі збірні Іспанії.

## Особисте життя
Батько Хесуса — Брауліо Васкес також в минулому професійний футболіст, виступав за ряд іспанських та португальських клубів.